# Steinkopf (Fuldatal)
Der Steinkopf ist ein etwa 250 m ü. NHN hoher Bergsporn im Südteil des Mittelgebirges Reinhardswald im Landkreis Kassel, Hessen (Deutschland).
Zudem gibt es im Reinhardswald den Steinkopf im Nordwestteil des Gutsbezirks Reinhardswald und den Steinkopf im Südostteil des Gutsbezirks Reinhardswald.

## Geographie

### Lage
Der Steinkopf liegt im Gemeindegebiet von Fuldatal zwischen dem südwestlich gelegenen Knickhagen und dem östlich befindlichen Wilhelmshausen. Er erhebt sich als äußerster Südausläufer des Osterbergs (340,6 m) über dem westlich befindlichen Osterbach, der in die südlich den Berg passierende Fulda mündet. Eine Waldwegkreuzung, die im ansteigenden Gelände des Reinhardswaldes rund 150 m nördlich seiner Kuppe liegt, befindet sich auf 262,6 m Höhe.
Auf dem Südsüdwesthang stand einst die mittelalterliche Burg Knickhagen.

### Naturräumliche Zuordnung
Der Steinkopf gehört in der naturräumlichen Haupteinheitengruppe Weser-Leine-Bergland (Nr. 37) und in der Haupteinheit Solling, Bramwald und Reinhardswald (370) zur Untereinheit Reinhardswald (370.4). Die Landschaft fällt nach Süden in die Untereinheit Mündener Fulda-Werra-Talung (370.6) ab.

## Schutzgebiete
Auf dem Steinkopf liegen Teile des Landschaftsschutzgebiets Unteres Fuldatal (CDDA-Nr. 378710; 1973 ausgewiesen; 13,4783 km² groß) und des Naturschutzgebiet Termenei bei Wilhelmshausen mit bedeutendem Heide-Vorkommen, das auch als Fauna-Flora-Habitat-Gebiet Termenei bei Wilhelmshausen ausgewiesen ist (FFH-Nr. 4523-304; 28,32 ha).

## Wandern, Verkehr, Freizeit
Nordöstlich vorbei am Steinkopf, der zum Staatsforst Gahrenberg gehört, verläuft der Abschnitt Holzhausen–Fuldatal des Wanderwegs Brüder-Grimm-Weg. Südlich um den Bergsporn herum führt die Landesstraße 3239, die unter anderem Knickhagen mit Wilhelmshausen verbindet. In Kuppennähe gibt es je einen Camping- und Grillplatz sowie eine Schutzhütte.